# Pepín Fernández
José Fernández Rodríguez (El Rellán, Grado, Asturias, 1891 - Madrid, 16 de diciembre de 1982), conocido como Pepín Fernández, fue un empresario español.

## Biografía
En 1908, emigra a México. Posteriormente se muda a Cuba, donde se encontraba su hermana Eustaquia, encontrando trabajo en los Almacenes El Encanto de chico para todo gracias a las gestiones de su primo César Rodríguez González que era gerente de este establecimiento. 
En El Encanto emprende un continuo ascenso, primero como vendedor y en 1912 ya como contable de la empresa, debido a sus ideas innovadoras como el establecimiento del precio fijo en etiquetas para evitar el regateo. Contrae matrimonio el 17 de abril de 1920 en La Habana con la cubana Carmen Menéndez Tuya (nacida en La Habana, en 1896 y fallecida en Madrid el 7 de julio de 1970), trasladándose con esta y sus hijos en 1931 de vuelta a España. Tuvieron tres hijos: 
1- José Manuel Fernández Menéndez, nacido en La Habana el 8 de enero de 1921 y casado con Isabel del Riego y Sainz de Baranda (fallecida en Madrid el 26 de febrero de 2008). Padres de cinco hijos: Enrique, Álvaro, Javier, Gonzalo y José Manuel Fernández y del Riego.
2- Carmen Fernández Menéndez, nacida en La Habana el 31 de julio de 1922 y fallecida en Madrid el 6 de enero de 1983. Casada el 25 de mayo de 1942 con José María Arechabala y Arechabala (fallecido en Madrid a los 86 años el 21 de diciembre de 2005. Padres de cinco hijos: Carmela, José Manuel, Toya, Elena e Isabel Arechabala y Fernández.
3- Jorge Fernández Menéndez, nacido en La Habana en 1925 y fallecido en Madrid el 14 de junio de 1986.Casado el 11 de febrero de 1956 en la iglesia Santa Bárbara, de Madrid, con Eloísa Ana Sastrón Herrera (Madrid, 26 de noviembre de 1931-Madrid, 30 de marzo de 2002), hija de José Sastrón Díaz y de Cristobalina Herrera. Padres de 8 hijos: Eloísa, Beatriz, José Miguel, Laura, Jorge, Sergio Pablo, Ignacio Juan (fallecido de un año de edad) y Olga Fernández Sastrón.
En 1934, junto con César Rodríguez y otros, funda Sederías Carretas mediante la compra de la tienda textil Nuevas Pañerías situado en la calle Carretas n.º 6 de Madrid. El local se amplía y no cierra mientras dura la guerra civil. Tras ésta, la tienda ocupa todo un edificio. 
En 1935, adquiere el solar situado entre las calles Preciados, Carmen y Rompelanzas donde abre en 1943 el primer Galerías Preciados considerado el primer Gran Almacén por Departamentos en España, aunque previamente en Barcelona se habían establecido los Almacenes El Siglo y en Madrid la Sociedad Madrid-París.
En los años cincuenta comienza a aparecer la competencia, con El Corte Inglés, dirigida por Ramón Areces y presidida por César Rodríguez, a la cabeza. Esta empresa será la que acabe venciendo a Galerías Preciados en la batalla comercial. Cada empresa llevaba una estrategia distinta, Ramón Areces financiaba los nuevos centros con las ganancias adquiridas, mientras que Pepín Fernández se endeudaba para poder expandirse. Esta situación se debió posiblemente a la delantera que tomó El Corte Inglés en su expansión con la apertura en 1962 de su tienda en Barcelona. Galerías respondió comprando los Almacenes Jorba por lo que a partir de ese momento la marca en Cataluña se denominó Jorba Preciados. A mediados de los años setenta, ya sumaba más de una veintena de centros.
Aunque las tensiones entre ambas empresas terminaron con una guerra abierta, Fernández y Areces distinguían bien el plano familiar del profesional, apoyándose mutuamente en los malos momentos.
En mayo de 1972 recibió la Medalla al Mérito en el Trabajo por su trayectoria.
Es ese endeudamiento el que provoca que en 1979 su principal acreedor, el Banco Urquijo, se haga con la gestión de la empresa, vendiéndola posteriormente a Rumasa en 1981. Rumasa íncluye a Pepín de nuevo en la gestión de la compañía pero tras su muerte Galerías Preciados deja de estar bajo el control familiar, y tras la expropiación de Rumasa en 1983 es privatizada pasando por varias manos hasta que acaba en 1995 siendo absorbida por su rival El Corte Inglés.
Su nieto, el compositor José Miguel Fernández Sastrón, nacido en Madrid el 14 de junio de 1959, ha estado casado durante 19 años, desde 1990, con Simoneta Gómez-Acebo y Borbón, hija de la infanta Pilar de Borbón y sobrina de Juan Carlos I; en abril de 2016 fue elegido presidente de la SGAE.